# Sloveniens historie
Sloveniens historie dækker de slovenske territorier fra omkring 400 fvt. frem til i dag. I bronzealderen bosatte Proto-illyriske stammer sig i området, der dækker nutidens Albanien til byen Trieste. Området der dækker dagens Slovenien var en del af Romerriget, og det blev ødelagt under den barbariske indtrængen under senantikken og den tidlige middelalder. Senere gik den primære rute fra Pannonien til Italien igennem området. Slavere fra Alperne er forfædre til de moderne slovenere, der bosatte sig i området omkring 500-tallet. Det tysk-romerske Rige kontrollerede landet i næsten 1.000 år, og fra fra midten af 1300-tallet frem til 1918 var det meste af Slovenien under habsburgsk styre. I 1918 sluttede slovenerne sig til Jugoslavien, mens den vestlige del af landet blev annekteret af Italien. Mellem 1945 og 1990 var Slovenien en dela f det jugoslavisk kommunistiske regime. Landet fik uafhængighed fra Jugoslavien i juni 1991, og er i dag medlem af EU og NATO